# 高経済性単純化沸騰水型原子炉

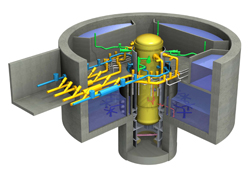
ESBWRの原子炉構造

高経済性単純化沸騰水型原子炉（英語: Economic Simplified Boiling Water Reactor、ESBWR）は受動的安全システムを備えた第3世代+原子炉である。沸騰水型原子炉の一形式であり、改良型沸騰水型軽水炉（ABWR）や単純化沸騰水型軽水炉（Simplified Boiling Water Reactor、SBWR）の改良型である。設計はGE日立ニュークリア・エナジーによって行われた。

## 受動安全構造
ESBWRの受動的安全システムは、従来型の沸騰水型炉で使われているポンプのうちのいくつかを不要とすることで設計のレベルで安全性、保全性、信頼性を向上させ、同時に原子炉コストの削減を図っている。原子炉圧力容器の冷却材である軽水を自然対流を利用して再循環させることで循環維持のために必要なシステムを減じている。原子炉再循環系統が不要となるため、冷却材再循環ポンプやそれに連なる配管、電源供給や熱交換器などの補機、計装設備や制御装置もなくなり、システム全体として単純化される。
ESBWRの受動安全システムには非常用復水器系(ICS)、重力駆動冷却系(GDCS)、静的格納容器冷却系(PCCS)の三方式のシステムが組み合わせられており、これによって原子炉からの熱を圧力容器外部のプールの水に効率的に逃がすことができる。これらのシステムは、ポンプ等の機械を用いた強制循環に代わって単純な物理法則に基づいた自然循環を利用しており、外部からの電力供給が断たれた状態でも原子炉内部の水量を維持して十分な冷却を継続できるようになっている。
原子炉冷却材圧力境界が無傷の場合、原子炉内から格納容器外への熱輸送には非常用復水器系(ICS)が利用される。ICSは閉ループ系であり、圧力容器と原子炉建屋上部に位置する熱交換器を繋いでいる。原子炉から出た蒸気は配管を通ってプールの水に浸されたICS熱交換器へ向かう。蒸気は熱交換器で凝縮され、密度が大きくなって重くなった凝縮物、つまり水滴が管壁を滴り落ちて原子炉に流れ戻ることで冷却環が構成される。原子炉冷却材は継続的な冷却を提供し、炉心に水を保つためにこの流路を通して再利用される。
原子炉冷却材圧力境界が完全に維持できず、原子炉内にためられた水が失われたとき、静的格納容器冷却系(PCCS)と重力駆動冷却系(GDCS)が一斉に働くことで原子炉内の水量を維持し、崩壊熱を原子炉内部から格納容器外部に放出する。原子炉内の冷却水を喪失して圧力容器内部の水位が規定位置よりも低くなると、原子炉は減圧され、重力駆動冷却系(GDCS)が働き始める。これは格納容器内部の炉心より高所に設けられた巨大なプールであり、圧力容器につながっている。GDCSが動き始めると、重力によって水が原子炉の中に流れ込む。プールは核燃料を完全に水没させるのに十分な量の水が供給できるように作られている。崩壊熱で沸騰した原子炉内部の水は、蒸気となって圧力容器内部から格納容器に移動する。静的格納容器冷却系(PCCS)は原子炉建屋上部に設けられた熱交換器からなり、原子炉から格納容器を通った蒸気はPCCS熱交換器に送り込まれて凝縮し、水に戻る。PCCS熱交換器から出た凝集水は重力駆動冷却系のプールに流れ込むようになっており、ここから再び圧力容器に注水される。このようにして冷却環が構成され、冷却が維持される。
非常用復水器系と静的格納容器冷却系の熱交換器は、72時間にわたって崩壊熱を除去し続けるのに十分な水量をもつプールの水に浸されている。このプールは格納容器の外にあり、さらに大気との通気もされている。このため、低圧水源から仮パイプを接続するだけでプールに簡単に水を補充することができる。
燃料棒の長さは従来のBWRプラントに比べ短くなっている。これはESBWRが冷却材の循環に自然対流を利用しており、再循環ポンプのような流体を加圧して強制的に循環させる仕組みを持たないためである。圧力容器内の水は、運転中には沸騰して蒸気泡と熱水の二相流になりながら燃料棒の間を流れる。この際、燃料棒が水流の妨げとなり圧力損失をもたらすが、燃料棒を短くすれば損失を低減し、効率よく冷却することができる。これは冷却を自然循環に頼るESBWRでは重要である。炉心には1,132本の燃料集合体があり、その熱出力は標準的なSBWRで4,500MWである。発電端出力および送電端出力は定格値でそれぞれ1,594MWeおよび1,535MWeであり、プラント全体のカルノー効率は最大で35%である。
ESBWRは、事故の際に運転員の操作や外部電源がなくても72時間に渡って冷温停止を維持できる。さらに、格納容器の下には、過酷事故においても炉心冷却するための配管構造が設けられており、溶融炉心を上下から水で冷却できるように作られている。NRCの最終安全評価で承認されたGEHの確率論的リスク解析では、炉心損傷事故は5900万年に1度の頻度以上には起こらないとしている。

## NRCによる設計評価
ESBWRは前向きな安全評価報告を受け、最終設計認可は2011年3月9日に行われ、2011年6月7日までにNRCのパブリックコメント受付が行われた。最終設計証明は2012年の5月に予定されていたが、蒸気乾燥器の負荷モデルに問題が指摘され、その解決に時間を要したため、実際に発行されたのは2014年7月31日であった。

## 現状
現在、GEHはフィンランドのテオリスーデン・ヴォイマ社にこの形式の原子炉を提案している。
この他、2017年5月31日にはノースアンナ原子力発電所3号機の建設・運転一括許可が承認された。

## 註
1. ↑  Fennern, Larry E. (2006年9月15日). “ESBWR Seminar - Reactor, Core & Neutronics” (pdf). GE Energy / Nuclear.   U.S. Department of Energy. 2010年11月14日時点のオリジナルよりアーカイブ。2019年10月23日閲覧。
2. ↑  “Issued Design Certification - Economic Simplified Boiling-Water Reactor (ESBWR)”.   U.S. Nuclear Regulatory Commission (2015年2月19日). 2019年10月23日閲覧。
3. ↑  “ESBWR Final Safety Evaluation Report”.   Nuclear Regulatory Commission. 2013年5月7日閲覧。
4. ↑  “NRC: Package ML103470210 - ESBWR FSER Final Chapters”.   Pbadupws.nrc.gov. 2012年3月14日閲覧。
5. ↑  “ESBWR FSER Final Chapters”. 2012年3月14日閲覧。
6. ↑  “NRC’s Public Comment Period Ends on GE Hitachi Nuclear Energy’s Application for ESBWR Reactor Certification : Press Releases : News : GE”.   Genewscenter.com. 2012年3月14日閲覧。
7. ↑  “NRC: ESBWR Application Review Schedule”.   Nrc.gov (2012年3月29日). 2012年4月29日閲覧。
8. ↑  “FINAL RULE: ECONOMIC SIMPLIFIED BOILING-WATER REACTOR DESIGN CERTIFICATES”.   Nrc.gov (2014年7月31日). 2018年5月22日閲覧。
9. ↑  https://www.nrc.gov/docs/ML1709/ML17095A813.pdf